# Stanislas Naulin
 (novembre 2015).
Stanislas Naulin, né à Saint-Loup-Lamairé (Deux-Sèvres) le 27 avril 1870 et mort à Paris le 3 novembre 1932, est un général de division français, grand-croix de la Légion d'honneur.
Après Saint-Cyr, il choisit de rejoindre l'Afrique du Nord pour servir au 2e régiment de tirailleurs algériens. Breveté de l'École de guerre (1896-1898), il séjourne deux ans au Pérou (1903-1905) pour participer à la réorganisation de l'armée du pays et à la formation de ses officiers. Affecté au Maroc, il sert sous les ordres du général d'Amade et participe aux opérations de pacification de la Chaouia (1908-1910). Commandant au début de la Première Guerre mondiale, il est affecté au 85e RI. En 1917, il est promu général et dirige la 45e division d'infanterie (Aisne, Champagne). Il termine la guerre à la tête du 21e corps d'armée. Après la guerre il est commandant supérieur des troupes du Maroc en 1925 pendant la Guerre du Rif puis commande le 19e corps d'armée à Alger de 1925 à 1930 et devient membre du conseil supérieur de la guerre en 1930.

## Biographie

### Famille
Il est le fils de Théophile Naulin et de Catherine Texier.

### Formation
Stanislas Naulin est élève à l'École spéciale militaire de Saint-Cyr et breveté de l'École supérieure de guerre (1896-1898).

### Première Guerre mondiale
Affecté le 24 juin 1912 au Deuxième Bureau du GQG, Stanislas Naulin est encore à ce poste lors du déclenchement de la Première Guerre mondiale. Le 30 août 1914, il est nommé à l'état-major du détachement d'Armée Foch qui deviendra le 5 septembre 1914 IXe Armée. Au cours de cette période, il participe aux combats des marais de Saint-Gond. Le 7 octobre 1914, suivant le général Foch, il est muté à l'état-major du groupe provisoire de l'Armée du Nord durant cette période il participe aux derniers combats de la course à la mer.
Le 22 janvier 1915, Stanislas Naulin devient le chef de corps du 170e Régiment d'infanterie, puis à partir du 18 septembre 1915, il retrouve un poste dans un état-major en devenant sous-chef d'état-major de la VIe Armée.
Le 22 janvier 1916, Stanislas Naulin est nommé à la tête de la 303e Brigade d'infanterie composée des 408e et 409e régiment d'infanterie. Il est promu, le 23 septembre 1916 commandant de la 45e Division d'infanterie. À partir du 10 juin 1918, général de division à titre temporaire, il commande le 21e Corps d'armée. Il se distingue à ce poste en rendant des services considérables au corps expéditionnaire américain ce qui lui vaut de recevoir la Distinguished Service Medal (DSM) en 1919.

### Entre-Deux-Guerres

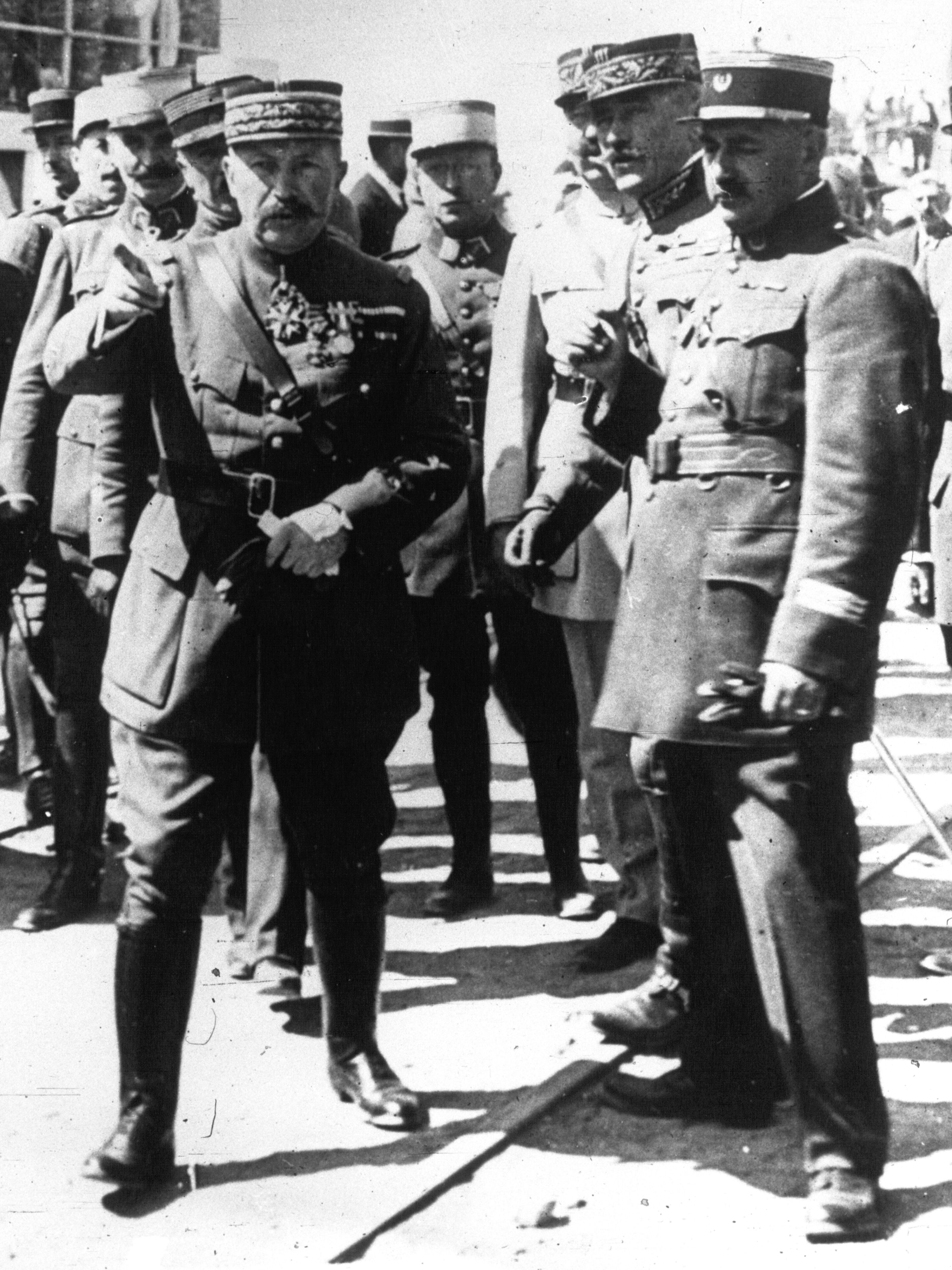
Stanislas Naulin arrivant à Casablanca en 1925.

Le 28 juin 1921, Stanislas Naulin est promu général de division. Il est nommé commandant supérieur des forces alliées en Haute-Silésie, le 23 août 1921, puis commandant la division d'Oran le 25 octobre de la même année.
Le 14 août 1923, Stanislas Naulin devient adjoint au général commandant en chef d'armée du Levant avec rang et prérogatives de commandant de corps d'armée. Il prend ensuite la tête du 30e corps d'armée, le 16 janvier 1925. En 1925, il occupe les postes successivement de commandant supérieur des troupes au Maroc (CSTM) le 6 juillet, puis de commandant du 19e corps d'armée le 24 décembre.
À partir du 23 novembre 1930, Stanislas Naulin devient membre du conseil supérieur de la guerre.

## Grades
- Élève de Saint-Cyr de 1880-1890, promotion du Grand Triomphe
- Sous-lieutenant le 1er octobre 1890
- lieutenant le 1er octobre 1892
- Capitaine le 26 décembre 1898
- Chef de bataillon le 23 mars 1910
- Lieutenant-colonel le 1er novembre 1914
- Colonel à titre temporaire le 22 janvier 1916 et Colonel le 25 juin 1916
- Général de brigade le 18 avril 1918
- Général de division à titre temporaire le 10 juin 1918

## Distinctions

### Françaises

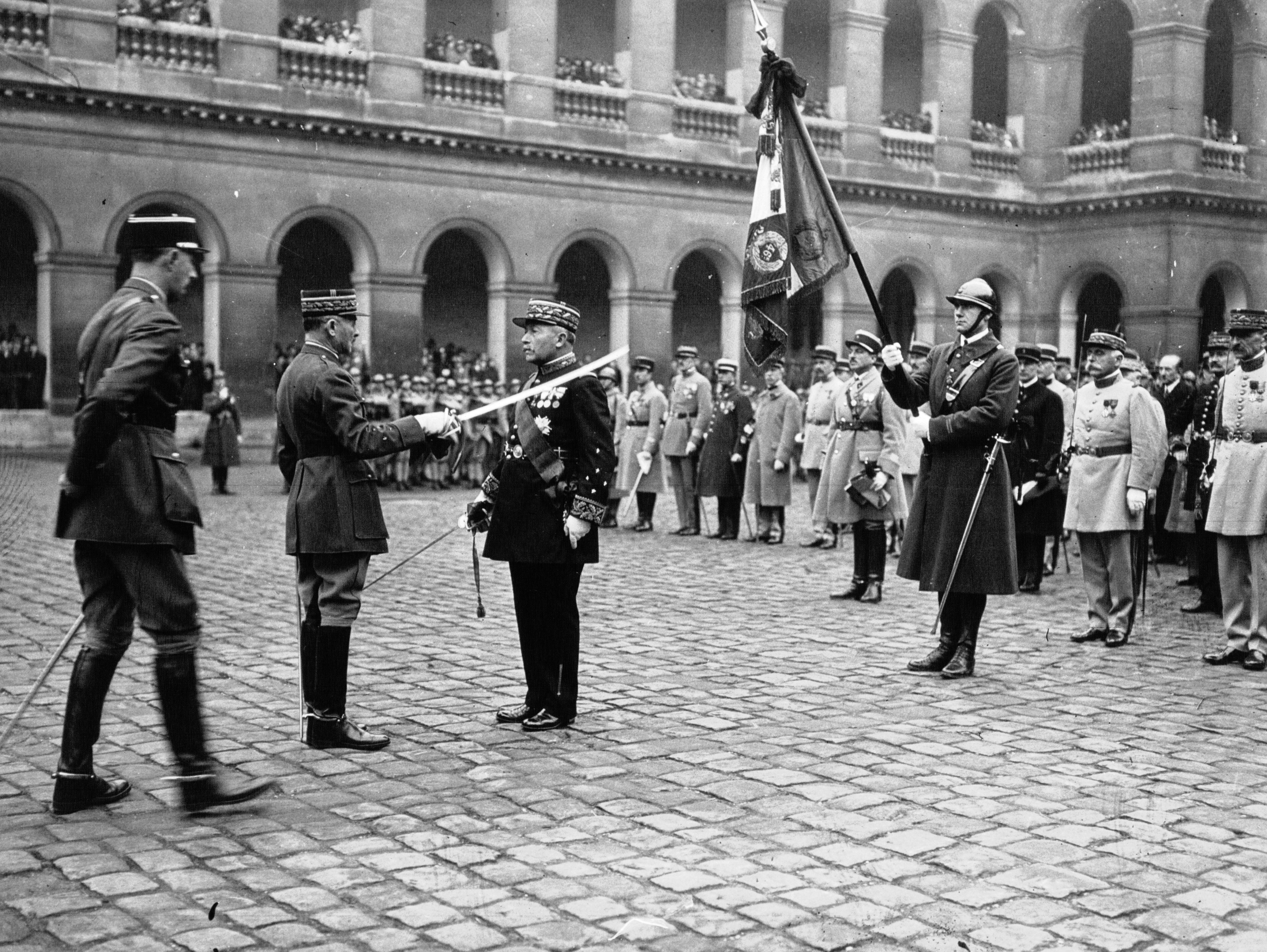
Stanislas Naulin décoré par Maxime Weygand en 1932

- Grand-croix de la Légion d'honneur le 31 décembre 1931
  - Grand officier le 22 décembre 1925
  - Commandeur le 6 juillet 1919
  - Officier le 21 juin 1915
  - Chevalier le 12 juillet 1911
- Croix de guerre 1914-1918
- Médaille interalliée de la Victoire
- Médaille commémorative de la guerre 1914-1918
- Médaille commémorative du Maroc (agrafe "Casablanca")

### Américaines et britanniques
- Army Distinguished Service Medal US (1919)[2]
- Compagnon de l'ordre du Bain UK

### Belges
- Commandeur puis Grand-croix de l'Ordre de Léopold
- Croix de guerre